# Aubière
Aubière település Franciaországban, Puy-de-Dôme megyében. Lakosainak száma 10 273 fő (2022. január 1.). Aubière Beaumont, Clermont-Ferrand, Cournon-d’Auvergne, Pérignat-lès-Sarliève és Romagnat községekkel határos.

## Népesség
A település népességének változása:
| Lakosok száma | 9717 | 10 012 | 10 341 | 10 061 | 10 745 | 10 904 | 10 581 | 10 211 | 10 273 |
|               | 2013 | 2015   | 2016   | 2017   | 2018   | 2019   | 2020   | 2021   | 2022   |